# Championnats d'Europe de Mistral One Design
Les championnats d'Europe de Mistral One Design sont une compétition internationale de sport nautique sous l'égide de la Fédération internationale de voile (ISAF). La Mistral One Design est une planche à voile monotype utilisée dans les épreuves de voile aux Jeux olympiques d'Atlanta 1996, Sydney 2000 et Athènes 2004.

## Éditions
| Année | Lieu            |
| ----- | --------------- |
| 1994  | Héraklion       |
| 1995  | Île de Wight    |
| 1996  | Nice            |
| 1997  | Murcie          |
| 1998  | Marathon        |
| 1999  | Puck            |
| 2000  | Cadix           |
| 2001  | Marseille       |
| 2002  | Lac de Neusiedl |
| 2003  | Mondello        |
| 2004  | Sopot           |